# Eleições autárquicas portuguesas de 1985 no distrito de Setúbal
| Eleições autárquicas portuguesas de 1985 Distritos: Aveiro \| Beja \| Braga \| Bragança \| Castelo Branco \| Coimbra \| Évora \| Faro \| Guarda \| Leiria \| Lisboa \| Portalegre \| Porto \| Santarém \| Setúbal \| Viana do Castelo \| Vila Real \| Viseu \| Açores \| Madeira |

## Resultados por concelho
Os resultados nos concelhos do distrito de Setúbal foram os seguintes:

### Alcácer do Sal
| Partido                 | Partido                   | Votos  | %               | +/-  | Vereadores | +/-     |
| ----------------------- | ------------------------- | ------ | --------------- | ---- | ---------- | ------- |
|                         | Aliança Povo Unido        | 4 975  | 59,02 / 100,00  | 1,11 | 5 / 7      | Estável |
|                         | Partido Socialista        | 2 843  | 33,73 / 100,00  | 3,65 | 2 / 7      | Estável |
|                         | União Democrática Popular | 307    | 3,64 / 100,00   | 2,16 | 0 / 7      | Estável |
| Votos Inválidos         | Votos Inválidos           | 304    | 3,60 / 100,00   | 6,94 |            |         |
| Total                   | Total                     | 8 492  | 100,00 / 100,00 |      | 7 / 7      |         |
| Eleitorado/Participação | Eleitorado/Participação   | 13 237 | 63,68 / 100,00  | 9,61 |            |         |

### Alcochete
| Partido                 | Partido                   | Votos | %               | +/-  | Vereadores | +/-     |
| ----------------------- | ------------------------- | ----- | --------------- | ---- | ---------- | ------- |
|                         | Aliança Povo Unido        | 3 348 | 57,89 / 100,00  | 8,19 | 3 / 5      | Estável |
|                         | Partido Socialista        | 2 125 | 36,75 / 100,00  | 1,78 | 2 / 5      | Estável |
|                         | União Democrática Popular | 145   | 2,51 / 100,00   | 0,38 | 0 / 5      | Estável |
| Votos Inválidos         | Votos Inválidos           | 165   | 2,86 / 100,00   | 0,13 |            |         |
| Total                   | Total                     | 5 783 | 100,00 / 100,00 |      | 5 / 5      |         |
| Eleitorado/Participação | Eleitorado/Participação   | 8 442 | 68,50 / 100,00  | 7,70 |            |         |

### Almada
| Partido                 | Partido                       | Votos   | %               | +/-   | Vereadores | +/-     |
| ----------------------- | ----------------------------- | ------- | --------------- | ----- | ---------- | ------- |
|                         | Aliança Povo Unido            | 37 004  | 49,52 / 100,00  | 0,56  | 6 / 11     | Estável |
|                         | Partido Social Democrata      | 25 571  | 34,22 / 100,00  | -     | 4 / 11     | -       |
|                         | Partido Renovador Democrático | 9 065   | 12,13 / 100,00  | Novo  | 1 / 11     | Novo    |
|                         | PCTP/MRPP                     | 407     | 0,54 / 100,00   | 0,09  | 0 / 11     | Estável |
| Votos Inválidos         | Votos Inválidos               | 2 682   | 3,59 / 100,00   | 1,03  |            |         |
| Total                   | Total                         | 74 729  | 100,00 / 100,00 |       | 11 / 11    |         |
| Eleitorado/Participação | Eleitorado/Participação       | 121 157 | 61,68 / 100,00  | 12,02 |            |         |

### Barreiro
| Partido                 | Partido                       | Votos  | %               | +/-   | Vereadores | +/-     |
| ----------------------- | ----------------------------- | ------ | --------------- | ----- | ---------- | ------- |
|                         | Aliança Povo Unido            | 25 442 | 57,99 / 100,00  | 0,43  | 6 / 9      | Estável |
|                         | Partido Social Democrata      | 6 582  | 15,00 / 100,00  | 4,50  | 1 / 9      | Estável |
|                         | Partido Socialista            | 5 663  | 12,91 / 100,00  | 9,28  | 1 / 9      | 1       |
|                         | Partido Renovador Democrático | 4 610  | 10,51 / 100,00  | Novo  | 1 / 9      | Novo    |
|                         | União Democrática Popular     | 542    | 1,24 / 100,00   | 0,65  | 0 / 9      | Estável |
|                         | PCTP/MRPP                     | 230    | 0,52 / 100,00   | 0,04  | 0 / 9      | Estável |
| Votos Inválidos         | Votos Inválidos               | 804    | 1,83 / 100,00   | 0,35  |            |         |
| Total                   | Total                         | 43 873 | 100,00 / 100,00 |       | 9 / 9      |         |
| Eleitorado/Participação | Eleitorado/Participação       | 68 113 | 64,41 / 100,00  | 13,49 |            |         |

### Grândola
| Partido                 | Partido                 | Votos  | %               | +/-   | Vereadores | +/-     |
| ----------------------- | ----------------------- | ------ | --------------- | ----- | ---------- | ------- |
|                         | Aliança Povo Unido      | 6 300  | 67,43 / 100,00  | 4,42  | 5 / 7      | Estável |
|                         | Partido Socialista      | 2 674  | 28,62 / 100,00  | 12,99 | 2 / 7      | 1       |
| Votos Inválidos         | Votos Inválidos         | 369    | 3,95 / 100,00   | 6,94  |            |         |
| Total                   | Total                   | 9 343  | 100,00 / 100,00 |       | 7 / 7      |         |
| Eleitorado/Participação | Eleitorado/Participação | 13 221 | 70,67 / 100,00  | 6,30  |            |         |

### Moita
| Partido                 | Partido                       | Votos  | %               | +/-   | Vereadores | +/-     |
| ----------------------- | ----------------------------- | ------ | --------------- | ----- | ---------- | ------- |
|                         | Aliança Povo Unido            | 15 919 | 61,26 / 100,00  | 4,15  | 5 / 7      | 1       |
|                         | Partido Socialista            | 4 770  | 18,35 / 100,00  | 1,50  | 1 / 7      | Estável |
|                         | Partido Renovador Democrático | 3 440  | 13,24 / 100,00  | Novo  | 1 / 7      | Novo    |
|                         | União Democrática Popular     | 905    | 3,48 / 100,00   | 0,25  | 0 / 7      | Estável |
|                         | PCTP/MRPP                     | 252    | 0,97 / 100,00   | 0,12  | 0 / 7      | Estável |
| Votos Inválidos         | Votos Inválidos               | 702    | 2,70 / 100,00   | 0,26  |            |         |
| Total                   | Total                         | 25 988 | 100,00 / 100,00 |       | 7 / 7      |         |
| Eleitorado/Participação | Eleitorado/Participação       | 42 912 | 60,56 / 100,00  | 15,25 |            |         |

### Montijo
| Partido                 | Partido                   | Votos  | %               | +/-   | Vereadores | +/-     |
| ----------------------- | ------------------------- | ------ | --------------- | ----- | ---------- | ------- |
|                         | Partido Socialista        | 9 248  | 48,70 / 100,00  | 16,03 | 4 / 7      | 2       |
|                         | Aliança Povo Unido        | 8 849  | 46,60 / 100,00  | 1,97  | 3 / 7      | 1       |
|                         | União Democrática Popular | 255    | 1,34 / 100,00   | 0,40  | 0 / 7      | Estável |
|                         | PCTP/MRPP                 | 161    | 0,85 / 100,00   | 0,25  | 0 / 7      | Estável |
| Votos Inválidos         | Votos Inválidos           | 477    | 2,51 / 100,00   | 0,03  |            |         |
| Total                   | Total                     | 18 990 | 100,00 / 100,00 |       | 7 / 7      |         |
| Eleitorado/Participação | Eleitorado/Participação   | 29 768 | 63,79 / 100,00  | 7,34  |            |         |

### Palmela
| Partido                 | Partido                       | Votos  | %               | +/-   | Vereadores | +/-     |
| ----------------------- | ----------------------------- | ------ | --------------- | ----- | ---------- | ------- |
|                         | Aliança Povo Unido            | 9 047  | 53,35 / 100,00  | 3,81  | 4 / 7      | 1       |
|                         | Partido Social Democrata      | 2 798  | 16,50 / 100,00  | 2,06  | 1 / 7      | Estável |
|                         | Partido Renovador Democrático | 2 403  | 14,17 / 100,00  | Novo  | 1 / 7      | Novo    |
|                         | Partido Socialista            | 2 157  | 12,72 / 100,00  | 7,30  | 1 / 7      | Estável |
|                         | União Democrática Popular     | 143    | 0,84 / 100,00   | 0,42  | 0 / 7      | Estável |
| Votos Inválidos         | Votos Inválidos               | 409    | 2,41 / 100,00   | 0,97  |            |         |
| Total                   | Total                         | 16 957 | 100,00 / 100,00 |       | 7 / 7      |         |
| Eleitorado/Participação | Eleitorado/Participação       | 30 546 | 55,51 / 100,00  | 11,39 |            |         |

### Santiago do Cacém
| Partido                 | Partido                   | Votos  | %               | +/-   | Vereadores | +/-     |
| ----------------------- | ------------------------- | ------ | --------------- | ----- | ---------- | ------- |
|                         | Aliança Povo Unido        | 8 355  | 49,86 / 100,00  | 4,87  | 4 / 7      | 1       |
|                         | Partido Socialista        | 7 598  | 45,34 / 100,00  | 25,97 | 3 / 7      | 2       |
|                         | União Democrática Popular | 283    | 1,69 / 100,00   | 0,29  | 0 / 7      | Estável |
| Votos Inválidos         | Votos Inválidos           | 522    | 3,12 / 100,00   | 0,01  |            |         |
| Total                   | Total                     | 16 758 | 100,00 / 100,00 |       | 7 / 7      |         |
| Eleitorado/Participação | Eleitorado/Participação   | 24 748 | 67,71 / 100,00  | 6,24  |            |         |

### Seixal
| Partido                 | Partido                 | Votos  | %               | +/-   | Vereadores | +/-     |
| ----------------------- | ----------------------- | ------ | --------------- | ----- | ---------- | ------- |
|                         | Aliança Povo Unido      | 25 131 | 61,14 / 100,00  | 2,45  | 6 / 9      | Estável |
|                         | Partido Socialista      | 13 582 | 33,04 / 100,00  | 13,27 | 3 / 9      | 1       |
|                         | PCTP/MRPP               | 266    | 0,65 / 100,00   | 0,11  | 0 / 9      | Estável |
| Votos Inválidos         | Votos Inválidos         | 2 125  | 5,17 / 100,00   | 3,09  |            |         |
| Total                   | Total                   | 41 104 | 100,00 / 100,00 |       | 9 / 9      |         |
| Eleitorado/Participação | Eleitorado/Participação | 68 658 | 59,87 / 100,00  | 14,02 |            |         |

### Sesimbra
| Partido                 | Partido                 | Votos  | %               | +/-   | Vereadores | +/- |
| ----------------------- | ----------------------- | ------ | --------------- | ----- | ---------- | --- |
|                         | Aliança Povo Unido      | 7 264  | 54,94 / 100,00  | 1,76  | 4 / 7      | 1   |
|                         | Partido Socialista      | 5 441  | 41,15 / 100,00  | 20,70 | 3 / 7      | 2   |
| Votos Inválidos         | Votos Inválidos         | 516    | 3,91 / 100,00   | 0,63  |            |     |
| Total                   | Total                   | 13 221 | 100,00 / 100,00 |       | 7 / 7      |     |
| Eleitorado/Participação | Eleitorado/Participação | 18 710 | 70,66 / 100,00  | 4,58  |            |     |

### Setúbal
| Partido                 | Partido                       | Votos  | %               | +/-   | Vereadores | +/-     |
| ----------------------- | ----------------------------- | ------ | --------------- | ----- | ---------- | ------- |
|                         | Partido Socialista            | 21 414 | 42,13 / 100,00  | 11,12 | 4 / 9      | 1       |
|                         | Aliança Povo Unido            | 19 821 | 39,00 / 100,00  | 4,21  | 4 / 9      | 1       |
|                         | Partido Renovador Democrático | 7 491  | 14,74 / 100,00  | Novo  | 1 / 9      | Novo    |
|                         | União Democrática Popular     | 704    | 1,39 / 100,00   | 0,21  | 0 / 9      | Estável |
|                         | PCTP/MRPP                     | 211    | 0,42 / 100,00   | 0,19  | 0 / 9      | Estável |
| Votos Inválidos         | Votos Inválidos               | 1 182  | 2,33 / 100,00   | 0,35  |            |         |
| Total                   | Total                         | 50 823 | 100,00 / 100,00 |       | 9 / 9      |         |
| Eleitorado/Participação | Eleitorado/Participação       | 79 180 | 64,19 / 100,00  | 10,44 |            |         |

### Sines
| Partido                 | Partido                   | Votos | %               | +/-  | Vereadores | +/-     |
| ----------------------- | ------------------------- | ----- | --------------- | ---- | ---------- | ------- |
|                         | Aliança Povo Unido        | 3 872 | 64,20 / 100,00  | 2,61 | 4 / 5      | 1       |
|                         | Partido Social Democrata  | 1 114 | 18,47 / 100,00  | -    | 1 / 5      | -       |
|                         | Partido Socialista        | 819   | 13,58 / 100,00  | 4,21 | 0 / 5      | 1       |
|                         | União Democrática Popular | 76    | 1,26 / 100,00   | 0,33 | 0 / 5      | Estável |
| Votos Inválidos         | Votos Inválidos           | 150   | 2,48 / 100,00   | 0,34 |            |         |
| Total                   | Total                     | 6 031 | 100,00 / 100,00 |      | 5 / 5      |         |
| Eleitorado/Participação | Eleitorado/Participação   | 9 314 | 64,75 / 100,00  | 6,42 |            |         |